# كراكين
كراكين هو مصرف ومنصة تبادل عملات رقمية مقرّه في الولايات المتحدة، وتأسس عام 2011. توفر هذه المنصة التجارة بين العملات الرقمية والعملات الحكومية، وتوفر معلومات الأسعار لنظام بلومبرغ ترمينال. في عام 2021، كراكين متاح لسكّان 48 ولاية أمريكية، و176 بلدًا آخر، وفيه 72 عملة رقمية متاحة للمتاجرة.

## التاريخ

### التأسيس والإطلاق (2011 إلى 2013)
في عام 2011، زار المؤسس جيسي بول مكاتب منصة العملات الرقمية منت غوكس بعد اختراق أمنها عام 2011. أخبر تول بلومبرغ نيوز أنه بدأ العمل على كراكين ليكون بديلًا من منت غوكس إذا أُغلق، وقد أُغلق عام 2014.
في سبتمبر 2013، أُطلق كراكين بعد سنتين من الاختبار والتطوير. وفّرت المنصّة أوّل الأمر التعامل بالبيتكوين ولايت كوين واليورو. ثم وفرت عملات أخرى والتجارة الهامشية.
في يوليو 2013، انضمّ كراكين إلى لاعبي البيتكوين في الولايات المتحدة في صناعة العملات الرقمية والمدفوعات الناشئة، وشكلوا جميعًا هيئة تأسيس مشروعية نقل الأصول الرقمية. كان هدف الهيئة المعلن هو أن تصبح الهيئة المنظمة لنفسها في الصناعة في المستقبل. عقدت الهيئة أول اجتماعاتها السنوية في أبريل عام 2014.
في أكتوبر عام 2013، أعلن كراكين أنه اكتشف عيوبًا كبيرة في بروتوكول نيم كوين ولن تتيح التعامل بهذا البروتوكول حتى إصلاح هذه العيوب. اكتشف المدير التنفيذي مايكل غروناغر، في تحليل الأمان الذي يجريه قبل إتاحة عملات جديدة، ثغرة كبيرة في نظام تسجيل النطاقات وعطلًا جعل نطاقات .bit عرضة للهجومات وإعادة التخصيص. ومع أن العيوب أُصلحت بعد قليل، والعملة أُتيحت بعدها على منصة كراكين، فإنها أُزيلت بعد عامين بسبب انخفاض حجوم التجارة بها.

### السلسلة الأولى (2014 إلى 2015)
في مارس 2014، استقبل كراكين سلسلة استثمار أولى قادتها همنغبرد فنتشرز، وبلغت فيمتها 5 ملايين دولار. من المستثمرين في هذه السلسلة أيضًا تريس ماير وباري سلبرت (صندوق فرصة البيتكوين).
في أبريل 2014، أصبح كراكين واحدًا من أول المنصات المذكورة في بلومبرغ ترمينال.
في يوليو 2014، أصبح كراكين جزءًا من مجموعة شركات نصحت مينيوكي فودوكا (الذي كان عضوًا في البرلمان الياباني) وهيئته التقنية بتشكيل سلطة اليابان للأصول الرقمية. أصبحت هذه الهيئة بعد ذلك أول هيئة تشريعية تدعمها الحكومة.
في يونيو 2015، افتتح كراكين حوض بيتكوين للسيولة المظلمة (أو «حوضًا مظلمًا»).

### حيازة كوينستر والسلسلة الثانية (2016)
بعد رفضها المعلَن، عبّرت منصة كراكين عن رغبتها بإعادة الخدمة لسكّان نيويورك على أن تُزال شروط الترخيص الظالمة والمضرّة. أعلن كوينستر لزبائنه في ديسمبر 2015 أنه سيفرض عمولة 65 دولارًا للتعويض عن الترخيص نفسه الذي رفضت كراكين الدفع له. ثم ضمّت كراكين كوينستر، وبالتالي كافيرتكس، في الشهر التالي، ففتحت المنصة لسكان 37 ولاية أمريكية جديدة، ولكل سكان كندا. إلى جانب هذا، أعلنت كراكين شراكات مع سينابسباي في الولايات المتحدة وفوغوغو في كندا، لكي تتيح لأحدث عملائها إمكانية الإيداع والسحب.
بعد شهر، أعلنت كراكين اكتمال السلسلة الثانية B من الاستثمار، التي قادتها إس بي آي للاستثمار، وهي شركة يابانية لاستثمارات المغامرة في إس بي آي هولدنغز. بعد جولة الاستثمار هذه، أعلنت كراكين شراءين في السنة نفسها: اشترت المنصة الهولندية كليفركوين وغليديرا، وهي خدمة محفظة رقمية، وهو ما أتاح للمستخدمين تمويل حسابات غليديرا البنكية بالعملات الحكومية لشراء العملات الرقمية من كراكين مباشرة.

### حيازة كريبتوووتش وبنك إس بي دي آي (2017 إلى اليوم)
في مارس 2017، اشترت كراكين موقع كريبتووتش، وهو موقع يتيح مخططات عن العملات الرقمية التي يكثر استعمالها بين المتاجرين المياومين. وفي هذه الحيازة عيّنوا مؤسس كريبتو ووتش آرثر سابك ليساعدهم في إدماج كريبتو ووتش في أنظمة كراكين وفي تطوير المنصة.
في سبتمبر 2020، مُنحت كراكن ميثاق مؤسسة إيداع ذات غرض خاص (SPDI) في وايومنغ ، لتصبح أول بورصة عملات رقمية تحصل على مثل هذا الميثاق في الولايات المتحدة. في أوائل عام 2021، سعت Kraken للحصول على تمويل إضافي من المستثمرين بتقييم يزيد عن 20  مليار دولار، حيث أصبح Tribe Capital ثاني أكبر مستثمر مؤسسي في الشركة بعد Hummingbird Ventures وArjun Sethi الذي تم تعيينه في مجلس الإدارة.
في يناير 2021، أصدرت Kraken تطبيق جوال للمستخدمين الدوليين، والذي أصبح متاحًا في الولايات المتحدة في يونيو 2021. في سبتمبر 2022، حل ديف ريبلي{{ –  الذي كان يشغل منصب رئيس العمليات{{ –  محل باول الذي أصبح رئيس مجلس إدارة كراكن. في نوفمبر 2022، أطلقت الشركة نسخة تجريبية من سوق الرمز غير القابل للاستبدال (NFT). في سبتمبر 2023، ذكرت بلومبرج أن كراكن تخطط للتداول خارج نطاق العملات الرقمية لأول مرة، من خلال تقديم التداول في الأسهم المدرجة في الولايات المتحدة والصناديق المتداولة في البورصة.>
في أبريل 2024، أصدرت شركة كراكن ”محفظة كراكن“، وهي محفظة التشفير الخاصة بالشركة التي تدعم ثماني سلاسل بلوكشين. <